# Arco (azienda)
Arco era un'azienda giapponese che produceva sia macchine fotografiche, sia cineprese e proiettori per il passo ridotto, oltre a vari accessori.

## Storia
Shigeru Kato e Asami Katsuzō fondarono a Tokyo, nel 1946, la "Asaka Seikō", per la costruzione di apparecchiature foto-cinematografiche. Nel 1949 l'azienda assunse il nome definitivo: "Arco Shashin Kōgyō K.K."; la produzione comprendeva inizialmente treppiedi, filtri, telemetri e accessori per la macrofotografia.
Verso la fine degli anni quaranta, con la collaborazione del progettista Abe Masao, si studiò una reflex monobiettivo per il formato 6x6, ma il progetto fu abbandonato, non potendo una piccola azienda come l'Arco competere con la prestigiosa Hasselblad.
Parallelamente alla costruzione di obiettivi universali, specialmente con attacco per Leica, Exacta e a vite 42x1, venduti con il nome "Colinar", nel 1951 fu messa in cantiere una fotocamera a soffietto per il formato 35 mm, messa in vendita nel 1953 con il nome "Arco 35", che consentiva la messa a fuoco fino a 35 cm. Nel 1955 e 1956 uscirono i modelli "Arco Junior", "Arco Automat" e "Arco Automat D".
Nel 1956 iniziò la fabbricazione di cineprese per il formato 8 mm, progettate da Yukio Sano e Masao Abe. Il primo modello fu la "Arco 8 K", dotata di torretta a tre obiettivi. Gli apparecchi erano caratterizzati da un elevato standard qualitativo. Il modello "K 803" del 1957, dotato di esposimetro al selenio, era dotato di tre piccoli obiettivi aggiuntivi sulla torretta, accoppiati agli obiettivi principali, con funzione di mirino reflex, che consentivano anche la messa a fuoco e la lettura del metraggio della pellicola. Successivamente furono realizzati proiettori sincronizzabili con un registratore, cineprese dotate di obiettivo zoom e anche una cinepresa per il formato 16 mm.
La produzione di fotocamere cessò nel 1957. Le cineprese erano sofisticate e costose, ed era difficile ritagliarsi uno spazio adeguato accanto ai produttori maggiori, orientati verso la produzione di massa. L'Arco terminò la sua attività nel 1961.